# Maison, 2 grande rue de Veyle (Mâcon)
La maison au 2 grande rue de Veyle est une habitation située grande rue de Veyle à Mâcon, dans le département français de Saône-et-Loire.

## Histoire
Elle est inscrite aux monuments historiques depuis le 28 février 1927.